# Pietre da costruzione nella Roma antica
Nelle tecniche edilizie di epoca romana, in particolare nell'opera quadrata, si adoperarono diverse pietre da costruzione per i blocchi della muratura, che sono di seguito elencate.
- Tufo del Palatino: tufo granulare grigio, con inclusi bianchi di analcime, fu utilizzato in blocchi non molto grandi soprattutto in epoca arcaica

- Tufo di Fidene: caratterizzato da inclusioni di scorie nere,  proviene da cave nel territorio di Fidene e fu utilizzato probabilmente a Roma a partire dal 426 a.C., data della conquista della città.

- Tufo di Grotta Oscura: tufo semilitoide poroso, giallastro, proviene da cave nel territorio di Veio e fu utilizzato a Roma a partire dal 396 a.C., data della conquista della città.

- Tufo di Monteverde: tufo litoide marrone chiaro, con inclusione di scorie, proviene da cave ai piedi del Gianicolo e fu utilizzato soprattutto a partire dalla metà del II secolo a.C.

- Tufo dell'Aniene: tufo litoide di colore rossastro, proviene da cave situate lungo il corso dell'Aniene (località di Tor Cervara) e fu utilizzato soprattutto a partire dalla seconda metà del II secolo a.C., in particolare a causa della facilità di trasporto lungo il fiume.

- Peperino (lapis albanus): tufo litoide grigiastro, proviene dalle cave nei Colli Albani, presso Marino, tuttora attive, e fu utilizzato soprattutto a partire dalla metà del II secolo a.C.

- Pietra gabina o pietra sperone (lapis gabinus): tufo litoide con numerose scorie, simile al peperino, proviene da cave nel territorio dell'antica Gabii (lungo la via Prenestina) ma anche dal Tuscolo; fu utilizzata soprattutto a partire dal II secolo a.C.[1]

- Travertino (lapis tiburtinus): pietra calcarea sedimentaria, proviene dalle cave, tuttora attive, presso Tivoli (Tibur) e fu utilizzata estensivamente a partire dalla fine del II secolo a.C.

- Marmo: vari tipi di marmo bianco furono utilizzati anche per i blocchi della muratura in edifici di particolare prestigio (oltre che per sculture, ordini architettonici e lastre di rivestimento), soprattutto in epoca imperiale. Le varietà impiegate per i blocchi di muratura sono in particolare:
  - marmo lunense: marmo bianco a cristalli piccoli, proveniente dalle cave dell'antica città di Luni (oggi conosciuto come "marmo di Carrara"), utilizzato a partire dalla metà del I secolo a.C.;
  - marmo proconnesio: marmo bianco-azzurrastro a cristalli grandi, proveniente dalle cave dell'isola di Proconneso, nel mar di Marmara), utilizzato in modo massiccio a partire dalla metà del II secolo d.C.;
  - marmo pentelico: marmo bianco tendente al giallastro a cristalli piccoli e con inclusioni micacee, proveniente dalle cave del monte Pentelos, presso Atene: era il marmo utilizzato nella costruzione del Partenone e fu saltuariamente impiegato in epoca imperiale anche per blocchi di muratura, ma spesso in varietà di non grande qualità.

Vari tipi di marmi colorati furono utilizzati a partire dal II e I secolo a.C. per fusti di colonne e per rivestimenti parietali e pavimentali.